# 3142 Кілопі
3142 Кілопі (3142 Kilopi) — астероїд головного поясу, відкритий 9 січня 1937 року.
Тіссеранів параметр щодо Юпітера — 3,390.